# Calycopteryx mosleyi
Calycopteryx
Genre
Espèce
Calycopteryx mosleyi, unique représentant du genre Calycopteryx, est une espèce de Diptères de la famille des Micropezidae. Cette grande mouche sans ailes est endémique des îles Kerguelen et de l'île Heard dans le sud de l'océan Indien où ses larves se nourrissent du Chou de Kerguelen, un biotope mis en danger par l'introduction de lapins au XIXe siècle.

## Taxonomie
Le nom valide complet (avec auteur) de ce taxon est Calycopteryx mosleyi Eaton, 1875.
Deux sous-espèces sont reconnues :
- Calycopteryx mosleyi minor Enderlein, 1909
- Calycopteryx mosleyi mosleyi (Eaton, 1875)

## Description
Calycopteryx mosleyi est une mouche brun verdâtre d'une longueur maximale de 7 mm, à l'abdomen glabre et aux très longues pattes plus foncées que le corps. Ses ailes atrophiées à cause du vent constant laissent place à des moignons protubérants servant de réserve de graisse. Ses larves sont des asticots dont la cuticule est ferme et colorée de blanc écru et dont le système buccal est proéminent.

## Écologie et répartition

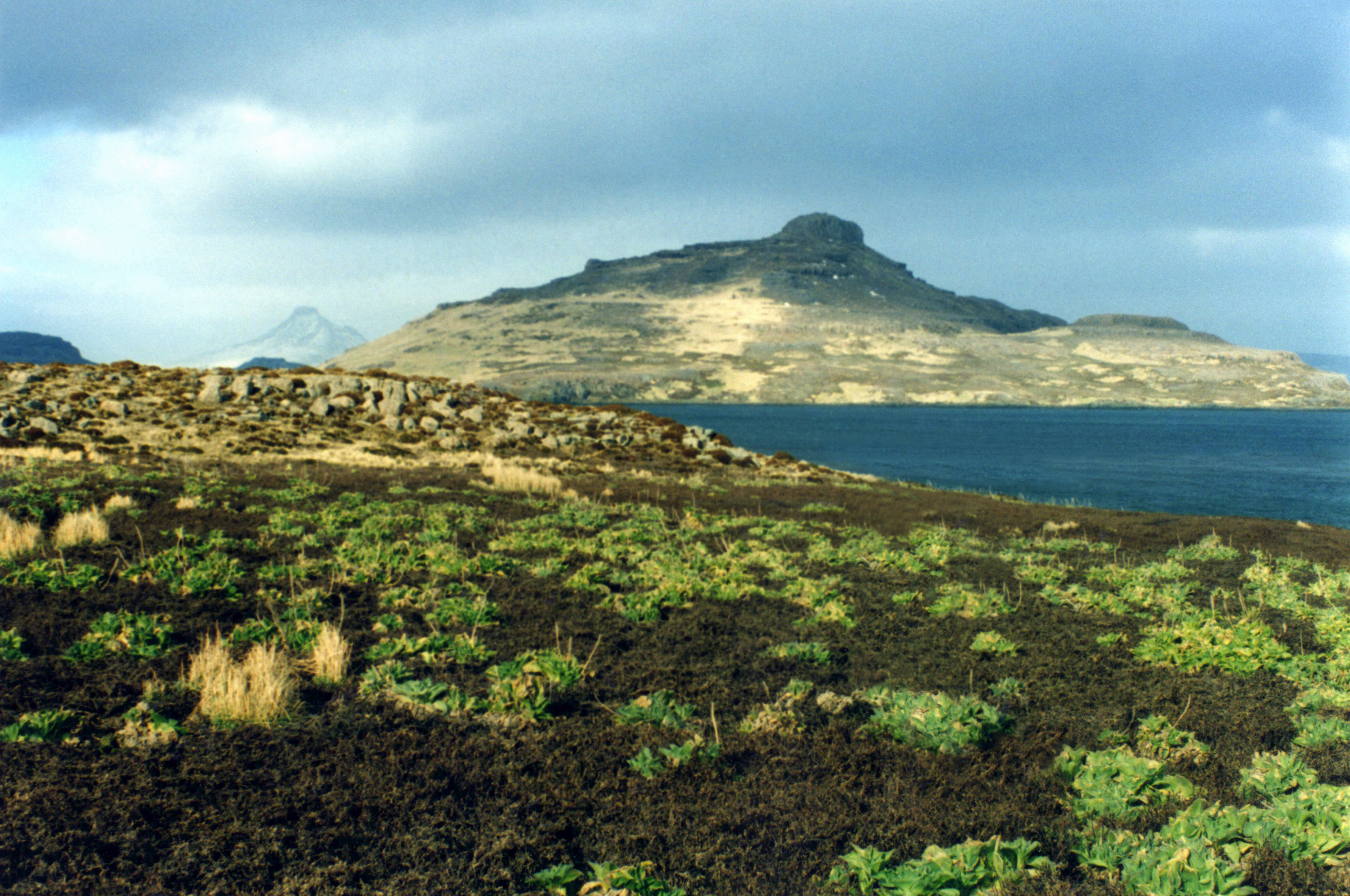
Île Kerguelen recouverte de Chou de Kerguelen.

Calycopteryx mosleyi vit exclusivement au sein des îles Kerguelen et de l'île Heard dont le biotope est la toundra subantarctique caractérisée par un climat polaire, des vents extrêmes chargés d'embruns marins, une couverture nuageuse généralement faible et des chutes de neige pendant la plus grande partie de l'année. L'espèce est dispersé sur l'ensemble du territoire que ce soit sur le littorale et où l'intérieur des terres mais ses populations sont plus denses dans les zones non salines au dessus de 90 ou 140 m d'altitude.

## Mode de vie
Les imagos de Calycopteryx moseleyi, qui ont une démarche lente, vivent en groupes importants sur les plantes hôtes de leurs larves dont ils se nourrissent également : le Chou de Kerguelen, les laisses de mer de Macrocystis pyrifera et les sols chargés de matière organique des colonies de Manchots ainsi que sur le corps des oiseaux morts,
Dans le chou, les adultes se rencontrent principalement à l'aisselle des feuilles, là où l'eau de pluie s'accumule et où la salinité est nulle ou faible, tandis que les larves y creusent des galeries. Au contraire, les populations présentes dans les laisses de mer et la matière organique du sol sont liées à une adaptation au sel récente dans une niche écologique secondaire favorisée par la forte réduction des choux à cause du changement climatique et de la pression herbivore due l'invasion de lapins introduits en 1884.
Une autre menace est le coléoptère invasif Merizodus soledadinus, introduit en 1913 depuis les Îles Malouines avec le foin que les éleveurs de brebis avaient transporté. Sa prédation sur les populations de C. moseleyi est localisée à quelques îles mais est considérée comme très problématique,.